# Alte Post (Brugg)

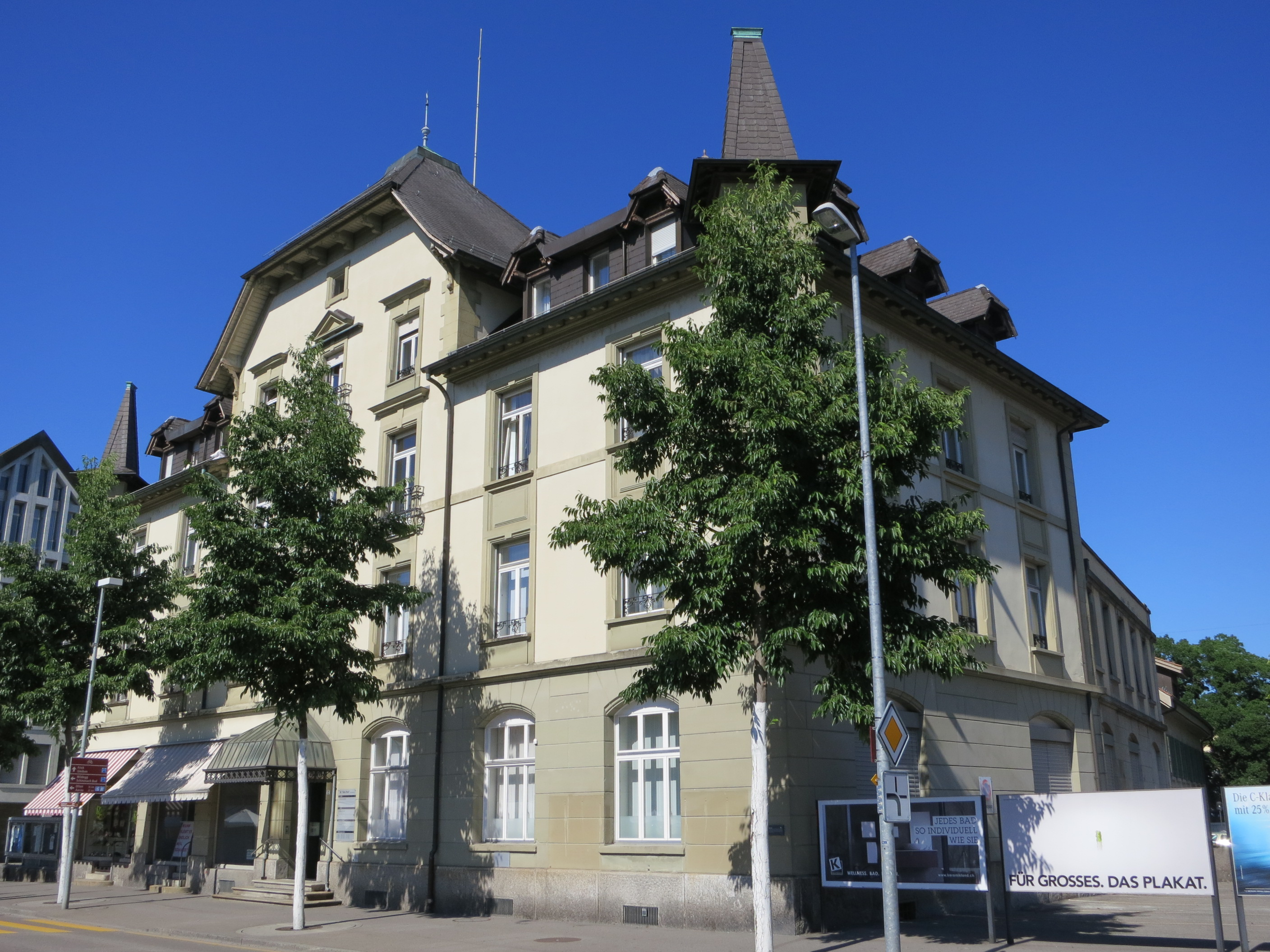
Alte Post in Brugg

Die Alte Post ist ein ehemaliges Postbüro in Brugg im Kanton Aargau. Es ist ein Kulturgut von regionaler Bedeutung und steht an der Hauptstrasse neben dem Roten Haus.

## Geschichte
Die Alte Post, später Sitz der Stadtpolizei und eines Teils der Stadtverwaltung, wurde 1893/94 nach Plänen des Badener Architekturbüros Dorer & Füchslin durch Gottlieb Belart errichtet. Otto Dorer und Albert Füchslin, die Lehrmeister des Brugger Architekten Albert Froelich, entwarfen kurz vor der Jahrhundertwende mehrere Postgebäude in Bern, Olten und Winterthur sowie das Kantonale Technikum in Burgdorf.

## Architektur
Das unmittelbar ausserhalb der Altstadt an der südlichen Ausfallstrasse Richtung Bahnhof errichtete ehemalige Post-, Telegraphen- und Telefongebäude ist ein mächtiger, dreigeschossig aufragender Mauerbau mit einem steilen, schiefergedeckten Walmdach. Die zur Strasse hin orientierte Schaufassade dominiert eine dreiachsige, viergeschossige Mittelpartie mit einem den Längsfirst überragenden Quergiebel. Der breitgelagerte Baukörper gliedert sich in ein ganz in Haustein aufgeführtes Erdgeschoss mit breiten Stichbogenöffnungen und die von einem Gurtgesims davon abgetrennten, verputzen Obergeschosse. Die durchgezogenen Hausteinbrüstungen, -gewände und -bekrönungen der Fensterachse akzentuieren hier stark die Vertikale. Auch die mit steilen Dachhelmen versehenen Erkertürmchen am Obergeschoss sind aufwändige Sandsteinarbeiten. Rückwärtig ein Anbau des frühen 20. Jahrhunderts.

## Inneres des Gebäudes
Durch das axiale Hauptportal gelangt man in einen Vorraum und das rückwärtig angelegte Treppenhaus, von dem aus in den oberen Geschossen quer abgehende Gänge der Erschliessung dienen. Ganz im ursprünglichen Zustand erhalten ist das Treppenhaus, das bleiverglaste Fenster beleuchten. Bis auf Höhe des ersten Obergeschosses führt ein Treppenlauf aus Granit mit schmiedeeisernem Geländer, die Fortsetzung bildet eine Holztreppe mit gedrechseltem Staketengeländer. Den Vorraum schmückt im Parterre ein Fliesenboden mit Mosaikstruktur. Das Innere ist ansonsten weitgehend modernisiert.